# Arthur Culligan
Arthur Patrick Culligan (1878-1929) est un agriculteur et un homme politique canadien.

## Biographie
Arthur Culligan est né le 29 juillet 1878 à Belledune, au Nouveau-Brunswick.
Il est élu député provincial de la circonscription de Restigouche et siège à l'Assemblée législative du Nouveau-Brunswick du 20 juin 1912 au 23 février 1917 sous les couleurs conservatrices.
Il remporte ensuite le siège de député fédéral de la circonscription de Restigouche-Madawaska le 29 octobre 1925 sous l'étiquette conservatrice face au candidat sortant, Pius Michaud. Il ne siègera toutefois que moins d'un an à la Chambre des communes du Canada car il est battu en septembre 1926 par Stanislas Blanchard.
Arthur Culligan meurt le 9 mars 1929.